# Jonathan Menéndez
Jonathan Diego Menéndez (Buenos Aires, 5 marzo 1994) è un calciatore argentino, attaccante del San Martín (SJ).

## Carriera
Cresciuto nelle giovanili del Chacarita Juniors, ha esordito in prima squadra il 5 giugno 2011 in occasione del match pareggiato 0-0 contro il Boca Unidos.

## Statistiche

### Presenze e reti nei club
Statistiche aggiornate al 27 febbraio 2018.
| Stagione                 | Squadra                  | Campionato               | Campionato | Campionato | Coppe nazionali | Coppe nazionali | Coppe nazionali | Coppe continentali | Coppe continentali | Coppe continentali | Altre coppe | Altre coppe | Altre coppe | Totale | Totale | Totale |
| Stagione                 | Squadra                  | Comp                     | Pres       | Reti       | Comp            | Pres            | Reti            | Comp               | Pres               | Reti               | Comp        | Pres        | Reti        | Pres   | Reti   |        |
| ------------------------ | ------------------------ | ------------------------ | ---------- | ---------- | --------------- | --------------- | --------------- | ------------------ | ------------------ | ------------------ | ----------- | ----------- | ----------- | ------ | ------ | ------ |
| 2010-2011                | Chacarita Juniors        | BN                       | 3          | 0          |                 | -               | -               |                    | -                  | -                  |             | -           | -           | 3      | 0      |        |
| 2012-2013                | Siviglia Atlético        | SDB                      | 21         | 0          |                 | -               | -               |                    | -                  | -                  |             | -           | -           | 21     | 0      |        |
| 2013-2014                | Siviglia Atlético        | SDB                      | 27         | 4          |                 | -               | -               |                    | -                  | -                  |             | -           | -           | 27     | 4      |        |
| 2014-2015                | Siviglia Atlético        | SDB                      | 6          | 0          |                 | -               | -               |                    | -                  | -                  |             | -           | -           | 6      | 0      |        |
| Totale Siviglia Atlético | Totale Siviglia Atlético | Totale Siviglia Atlético | 54         | 5          |                 | -               | -               |                    | -                  | -                  |             | -           | -           | 54     | 4      |        |
| 2015                     | Chacarita Juniors        | BN                       | 33         | 3          | CA              | 0               | 0               |                    | -                  | -                  |             | -           | -           | 33     | 3      |        |
| 2016                     | Chacarita Juniors        | BN                       | 21         | 6          | CA              | 0               | 0               |                    | -                  | -                  |             | -           | -           | 21     | 6      |        |
| Totale Chacarita Juniors | Totale Chacarita Juniors | Totale Chacarita Juniors | 57         | 9          |                 | 0               | 0               |                    | -                  | -                  |             | -           | -           | 57     | 9      |        |
| 2016-2017                | Talleres (C)             | PD                       | 22         | 9          | CA              | 0               | 0               |                    | -                  | -                  |             | -           | -           | 22     | 9      |        |
| 2017-2018                | Talleres (C)             | PD                       | 9          | 1          | CA              | 2               | 0               |                    | -                  | -                  |             | -           | -           | 11     | 1      |        |
| Totale Talleres (C)      | Totale Talleres (C)      | Totale Talleres (C)      | 31         | 10         |                 | 2               | 0               |                    | -                  | -                  |             | -           | -           | 33     | 10     |        |
| 2017-2018                | Independiente            | PD                       | 1          | 0          | CA              | 0               | 0               | CL+RS              | 1+2                | 0                  |             | -           | -           | 4      | 0      |        |
| Totale carriera          | Totale carriera          | Totale carriera          | 143        | 23         |                 | 2               | 0               |                    | 3                  | 0                  |             | -           | -           | 148    | 23     |        |